# Гуренки
Гуре́нки (рос. Гуренки) — присілок у складі Білохолуницького району Кіровської області, Росія. Адміністративний центр Гуренського сільського поселення.
Населення поселення становить 278 осіб (2010, 351 у 2002).
Національний склад станом на 2002 рік — росіяни 91 %.